# 嘉比·普蘭
加布里埃爾·“嘉比”·普蘭（英語：Gabrielle "Gabbie" Plain，1998年8月26日—）是一名出生於澳大利亞新南威爾士州的壘球選手，司職投手，曾就讀於華盛頓大學，目前效力於國家職業快速壘球聯盟澳大利亞胡椒。